# Два пенса (Ирландия)

Ирландские два пенса стали третьей разменной монетой ирландского фунта, выпущенной 15 февраля 1971 года.

## История
Монета была выпущена 15 февраля 1971 года. Эскиз был разработан ирландским художником Габриэлем Хайсем; дизайн был адаптирован по мотивам Библии Карла II Лысого, хранящейся в Национальной библиотеке Франции в Париже. Монета первоначально имела диаметр 2,591 см, вес 7,128 граммов и состояла из сплава меди, олова и цинка.
В 1990 году было принято решение производить монеты из стали с медным покрытием, так как бронзовые монеты стали относительно дорогими. После сокращения размера монет пяти и десяти пенсов, введённых в начале 1990-х годов, двухпенсовая монета была четвёртой по величине ирландской монетой. Два пенса превосходили только лишь 20- и 50-пенсовые монеты, а также фунтовая монета.
Монета составляет 1 / 50 от ирландского фунта и была выведена из оборота с введением Евро.